# Tsugaru (1941)
El Tsugaru (津 軽 ) fue un buque minador único en su clase perteneciente a la Armada Imperial Japonesa y que fue alistado en 1941.  Su nombre fue asignado en remembranza de la Península de Tsugaru ubicada en la Prefectura de Aomori en Japón.

## Diseño
El Tsugaru fue autorizado en 1937 expresamente como un gran buque minador costero con las mejoras aprendidas del minador Okinoshima cuyo perfil general era muy similar al Tsugaru, con el cual exhibía algunas características de crucero ligero, ambos fueron botados casi a la par en 1940.  El Tsugaru fue uno de los 5 minadores construidos con ese fin para la Armada japonesa.
Estaba armado con cuatro cañones de 127 mm Tipo 89 dispuestos en dos montajes duales, podía transportar hasta 500 minas Tipo 6, posteriormente fue dotado de varias piezas de  artillería antiaérea de 25 mm. Poseía una catapulta a popa y podía transportar un hidroavión de reconocimiento Kawanishi E7K. Estaban exento de blindajes, su exigua velocidad nominal de 20 nudos era insuficiente como para ser considerada una unidad de primer orden. No se construyeron más unidades por lo que fue único en su clase.

## Historial operativo

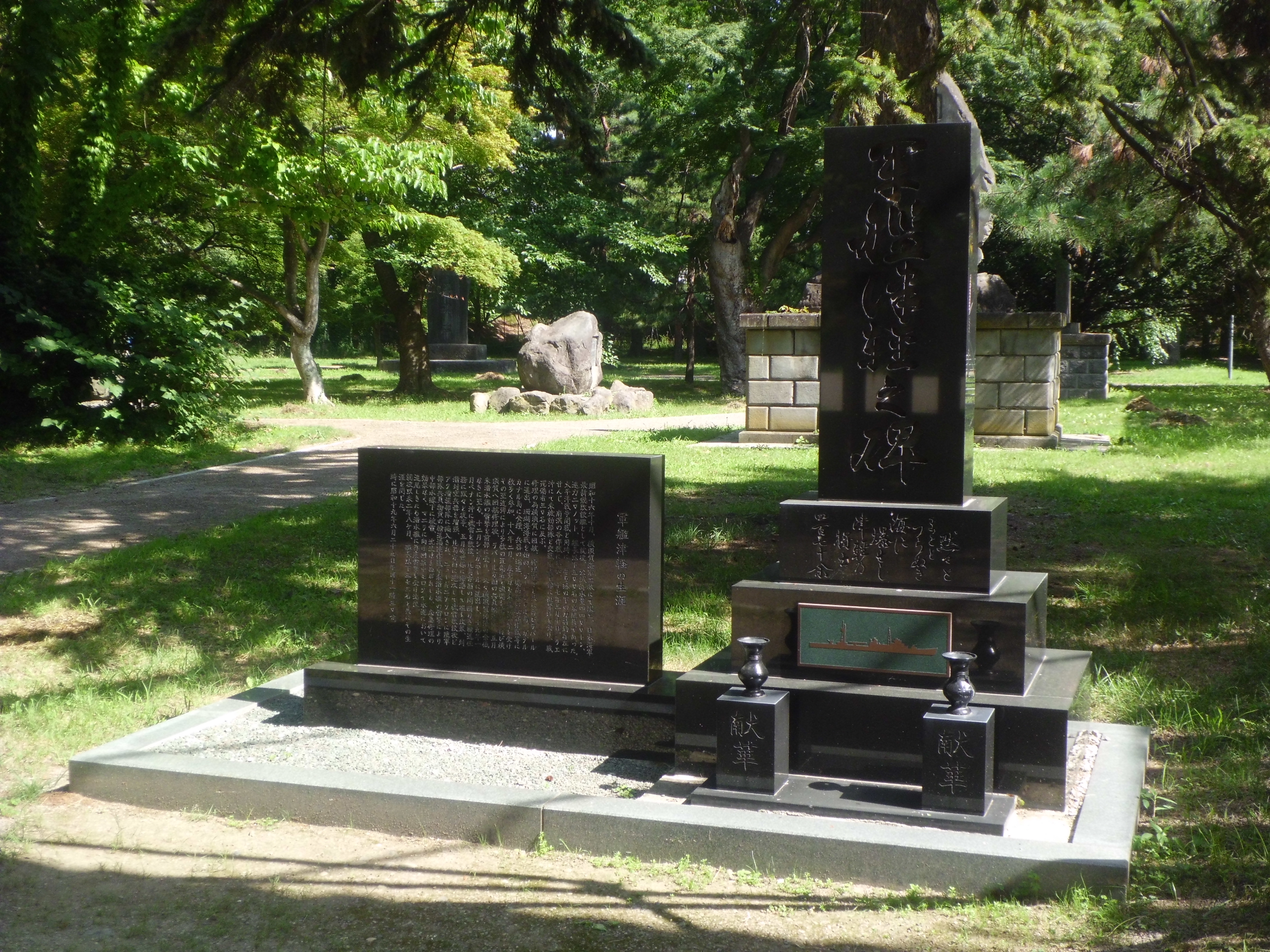
Monumento al minador Tsugaru (Aomori, Japón)

El Tsugaru actuó desde el inicio de la guerra como parte de la 19.ª división de minadores subrogado a la 4.ª flota del almirante  Shigeyoshi Inoue  actuando activamente como soporte de convoyes de operaciones de establecimiento de cabezas de playa en Guam, actividades que lo ocuparon en todo el año de 1941.
En 1942, el Tsugaru actuó como parte de las operaciones de establecimientos de cabezas de playa en Rabaul y Kavieng, actuando como transporte de suministros, transporte de material de guerra y soldados y ocasionalmente en el retorno como transporte de prisioneros.  Tuvo como base el puerto de Rabaul donde fue numerosas veces objeto de ataques aéreos sin ser dañado severamente. En marzo dio soporte a las operaciones en Lae y Salamaua.
El 14 de julio, el Tsugaru fue reasignado a la 8.ª flota al mando del almirante Gunichi Mikawa y participó en la Operación RI cuyo objetivo era la invasión de Buna. 
Posteriormente participó activamente en el envío de suministros a la isla de Guadalcanal durante todo agosto.
El 4 de septiembre estando en ruta de regreso fue atacado por un  bombardero  B-17 solitario en las Salomón orientales, siendo tocado por dos bombas que le causaron 14 fallecidos y 30 tripulantes heridos. Logró llegar a Rabaul donde fue sometido a reparaciones.  El resto de 1942 sirvió como transporte de tropas y abastecedor desde Rabaul a las diferentes posiciones japonesas en ultramar, labores en que fue ocupado hasta febrero de 1943.
El 19 de febrero de 1943 junto al barreminas W-21 atacaron sin éxito al USS Gato (SS-212), el cual torpedeó al buque Hibiki Maru frente a la Isla de Bougainville.
Durante el resto de 1943 y hasta mediados de 1944 el Tsugaru operó entre Singapur, Rabaul y bases japonesas en tareas de apoyo de transporte de materiales sin incidentes.
En junio de 1944 realizó labores de apoyo de envío de refuerzos a Biak junto al transporte Itsukushima Maru  transportando tropas. Le dieron cobertura de escolta unidades de la 1a. división de acorazados compuesto por los buques Clase Yamato.
El 21 de junio es atacado  por el submarino holandés HNMS K-XIV fuera de Sorong causando daños al minador el cual es reparado temporalmente en Sorong.

### Final
El 29 de junio de 1944, a las 14 horas,  el Tsugaru en ruta a Manila para reparaciones,  mientras era escoltado por dos buques auxiliares menores frente a la isla de Morotai es tocado por dos de los seis torpedos lanzados en abanico del submarino americano USS Darter (SS-227) (siendo identificado erróneamente como el  minador Okinoshima, hundido en 1942), el Tsugaru se hundió en menos de 25 minutos con gran perdida de vidas, incluyendo a su capitán, Seiki Nakatsu.